# 于冠西
于冠西（1922年—2002年），原名于洪鑫，笔名冠西，男，山东莒县人，生于江苏宜兴，中国作家、报刊活动家，曾任《浙江日报》社长、总编辑，中共浙江省委宣传部副部长。